# (3036) Krat
(3036) Krat est un astéroïde de la ceinture principale.

## Description
(3036) Krat est un astéroïde de la ceinture principale. Il fut découvert le 11 octobre 1937 à Simeis par Grigori Néouïmine. Il présente une orbite caractérisée par un demi-grand axe de 3,21 UA, une excentricité de 0,10 et une inclinaison de 22,9° par rapport à l'écliptique.

## Compléments